# Mario Mauro
Mario Walter Mauro (San Giovanni Rotondo, 24 luglio 1961) è un politico italiano, ministro della difesa dal 28 aprile 2013 al 22 febbraio 2014 nel governo Letta.
Parlamentare europeo per Forza Italia e Il Popolo della Libertà dal 1999 al 2013, è senatore della XVII Legislatura per il gruppo parlamentare Per l'Italia, dopo essere stato eletto con Scelta Civica.

## Biografia

### Studi e formazione
Si è laureato in Filosofia presso l'Università Cattolica del Sacro Cuore, dove ha studiato da convittore nel Collegio Augustinianum.
Dal 1986 al 1999 è imprenditore nella società "Opera brodcasting video service".
Membro del movimento cattolico Comunione e Liberazione, dal 1998 al 1999 è presidente della Federazione Compagnia delle Opere.
Nel 2000 è stato tra i fondatori della Bracco Atletica, della quale ha ricoperto la carica di presidente fino al 2002.

### Carriera politica

#### Eurodeputato di Forza Italia e del PdL
Responsabile nazionale per la scuola e l'università di Forza Italia, Mauro è stato eletto per la prima volta al Parlamento europeo nel 1999 nella lista di Forza Italia per la circoscrizione Italia nord-occidentale con 99.247 preferenze e si è iscritto al Gruppo del Partito Popolare Europeo.
Rieletto con Forza Italia per la seconda volta nel 2004 nella medesima circoscrizione con 86.769 preferenze, è stato uno dei 14 vicepresidenti vicari del Parlamento europeo nella legislatura 2004-2009. Nel 2006 si è espresso negativamente a proposito di una risoluzione parlamentare europea contro l'omofobia, sostenendo che l'UE non fosse competente a legiferare in materia.
Nel 2009 si ricandida nella lista del Popolo della Libertà e viene rieletto per la terza volta con 159.290 preferenze. È stato proposto dal PdL come candidato alla Presidenza del Parlamento europeo per la prima parte della legislatura 2009-2014, ma non è stato eletto. Nel 2009 viene nominato capo delegazione del Popolo della Libertà al Parlamento europeo.
Dal 2009 al 2011 Mauro è stato rappresentante personale della presidenza dell'OSCE contro razzismo, xenofobia e discriminazione, con particolare riferimento all'intolleranza e alla discriminazione dei cristiani e dei membri di altre religioni
.
È stato sostituito da Massimo Introvigne
.

#### Senatore di Scelta Civica e Ministro della Difesa

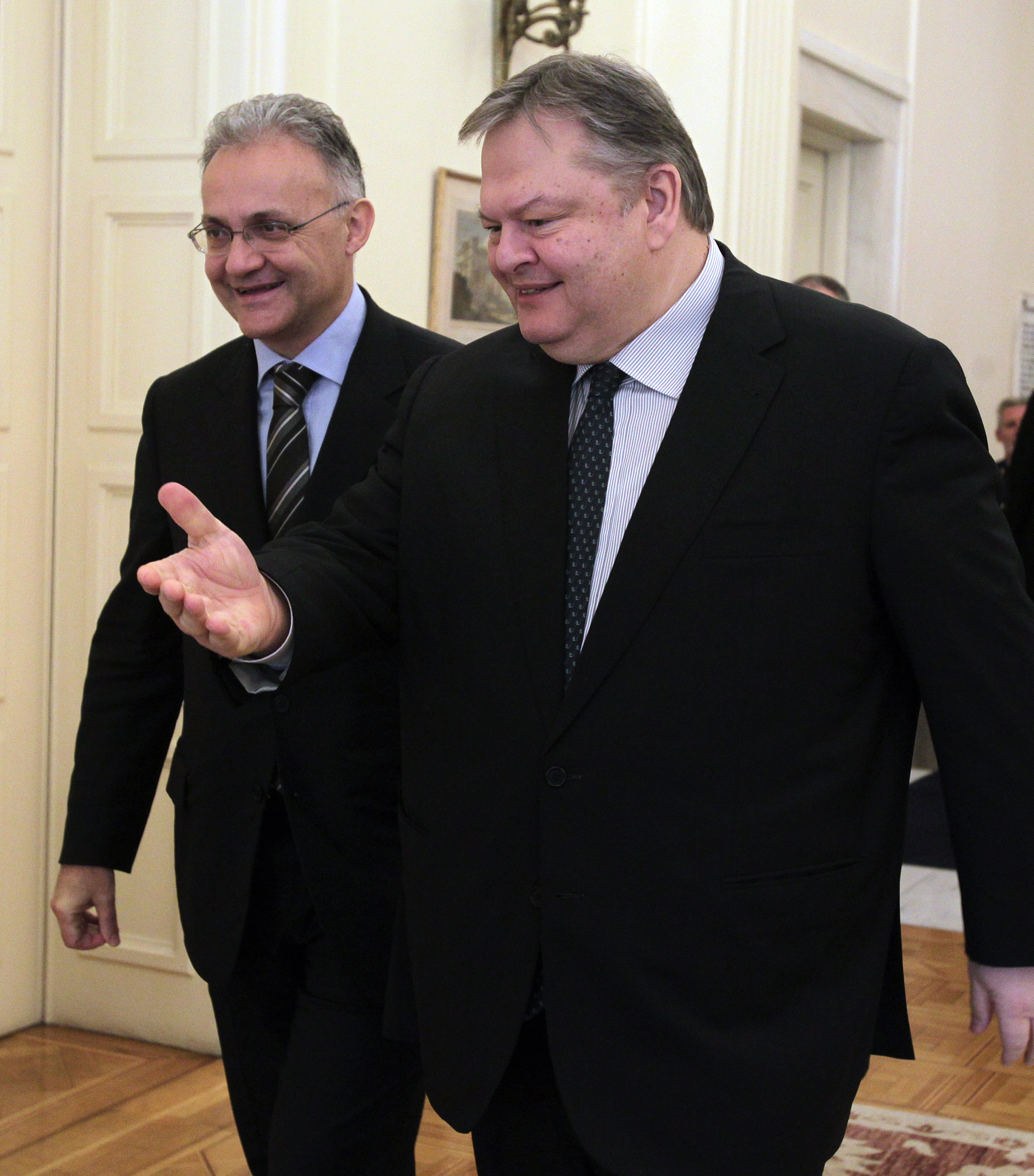
Mario Mauro incontra il Vice Primo Ministro e Ministro degli Esteri greco Evangelos Venizelos il 6 dicembre 2013

A gennaio 2013 lascia Il Popolo della Libertà per aderire a Scelta Civica di Mario Monti, dimettendosi ufficialmente da capodelegazione del PdL al Parlamento europeo il 9 gennaio, criticando la rinnovata alleanza con la Lega Nord e, dall'autunno scorso, la ricandidatura a Presidente del Consiglio da parte di Silvio Berlusconi.
Alle elezioni politiche del 24 e 25 febbraio 2013 è candidato in terza posizione al Senato nella circoscrizione Lombardia per la lista Con Monti per l'Italia e viene eletto senatore.
Il 30 marzo 2013, a seguito delle infruttuose consultazioni per la formazione di un governo, è stato chiamato dal Presidente della Repubblica Giorgio Napolitano a far parte del gruppo ristretto che ha lo scopo di avanzare proposte di riforme istituzionali.
Con la nascita del governo di larghe intese guidato da Enrico Letta, il 28 aprile 2013 giura nelle mani del Presidente della Repubblica Giorgio Napolitano come Ministro della difesa nel governo Letta tra PD, Il Popolo della Libertà, Unione di Centro e Scelta Civica.

#### Popolari per l'Italia
A novembre 2013 lascia Scelta Civica, e il 23 dello stesso mese presenta il nuovo progetto politico Popolari per l'Italia, lanciato ufficialmente il 28 gennaio 2014.
Il 10 dicembre 2013 aderisce al gruppo parlamentare Per l'Italia. Termina l'incarico ministeriale il 22 febbraio 2014.
Il 18 marzo 2014 rende noto che Popolari per l'Italia e UdC parteciperanno alle elezioni europee con un simbolo comune, ma dopo poche settimane l'UdC decide invece di presentarsi insieme al Nuovo Centrodestra.
Il 10 giugno 2014 viene sostituito in Commissione Affari Costituzionali del Senato dal suo gruppo Per l'Italia a favore del capogruppo al Senato Lucio Romano. Secondo Mauro, si tratterebbe di una "epurazione renziana" e di "purghe staliniane", a causa del suo voto favorevole in Commissione sull'ordine del giorno di Roberto Calderoli al ddl di riforma del Senato del Ministro delle riforme Maria Elena Boschi che prevedeva, contrariamente al testo del governo, l'eleggibilità diretta dei senatori.
Alla fine del 2014 il gruppo Per l'Italia al Senato si scioglie ufficialmente: Mario Mauro, con Salvatore Di Maggio e Angela D'Onghia, aderisce al gruppo Grandi Autonomie e Libertà.
Il 3 giugno 2015 annuncia l'uscita dalla maggioranza del suo partito.
Il 9 giugno per suo voto contrario in commissione Affari Costituzionali non passa la riforma della scuola promossa dal governo.
L'anno seguente sostiene Giorgia Meloni come candidata sindaco di Roma con la lista Federazione Popolare per la Libertà capeggiata da Giuseppe Cossiga.
L'8 marzo 2017 aderisce al gruppo di Forza Italia al Senato, e il suo partito Popolari per l'Italia si federa con la stessa Forza Italia.
Resta a Palazzo Madama fino a marzo 2018. Quindi diviene consulente di società del settore difesa e spaziali.
Alle elezioni europee del 2019 raccoglie 8.828 voti nella circoscrizione Italia meridionale per i Popolari per l'Italia, lista che raccoglie lo 0,30%, lontanissima dalla soglia del 4%.
Il 19 luglio 2023 viene costituita l’associazione Base Popolare; tra i fondatori oltre a Mauro ci sono gli ex democristiani Giuseppe De Mita, Gaetano Qualgliariello, Marco Follini, Giorgio Merlo, Angelo Sanza e Lorenzo Dellai.

## Opere
- Difendiamo il futuro: Interventi per la libertà della scuola, Biblioteca Universale Rizzoli, Collana "I Libri dello Spirito Cristiano" diretta da don Luigi Giussani, 1999
- L'Europa sarà cristiana o non sarà, Edizioni Spirali, 2004
- ¿Qué cultura? - V Congreso de cristianos y vida pública - 2004
- Compagni di Scuola: genitori, insegnanti, studenti e sindacati per le generazioni del futuro, Edizioni Ares, 2004
- Llamados a la libertad - VII Congreso de cristianos y vida pública, 2006
- L'Europa al centro del problema - "Atlantide: migrazioni e società multiculturale", 2007
- Il Dio dell'Europa, Edizioni Ares, 2007
- Piccolo dizionario delle radici cristiane d'Europa (coautore con Elisabetta Chiappa), Edizioni Ares, 2007
- Guerra ai cristiani. Le persecuzioni e le discriminazioni dei cristiani nel mondo (Coautori: Vittoria Venezia, Matteo Forte), Lindau, 2010